# Yves Chiron
Pour les articles homonymes, voir Chiron.
Ne doit pas être confondu avec Yves Citton.
Yves Chiron, né le 18 octobre 1960 à Notre-Dame-de-la-Rouvière, est un historien, journaliste et essayiste français. Il est un spécialiste reconnu de l'histoire de l'Église catholique à l'époque contemporaine.

## Biographie

### Formation
Yves Chiron est titulaire d’un DEA d’histoire des religions et d’anthropologie religieuse à l'université Paris IV.

### Travaux

#### Nationalisme français et contre-révolution
Il a contribué à l'histoire du nationalisme français et de la contre-révolution. Parmi ses premiers ouvrages, figurent les biographies de Maurice Barrès (1986) et de Charles Maurras(1991) et une étude consacrée à Edmund Burke (1987).

#### Papauté
Il a publié plusieurs biographies de référence de papes tels que Urbain V, Pie IX, Pie X, Benoît XV, Pie XI, Jean XXIII, et Paul VI.
En 2013, il fait paraître une Histoire des conclaves aux éditions Perrin,,.
Il livre en 2016 une biographie d'Annibale Bugnigni, prélat qui avait œuvré à la réforme liturgique après Vatican II.

#### Apparitions mariales
Spécialiste des apparitions mariales et membre de l'Association médicale internationale de Lourdes, Yves Chiron publie en 2000, une Enquête sur les miracles de Lourdes réédité en 2025. Il est également l'auteur d'autres ouvrages sur les apparitions de Fatima et de Medjugorje. Il a été consultant pour le film de Xavier Giannoli, L'Apparition, sorti en 2018.

#### Biographies de figures religieuses
Il est directeur du Dictionnaire de biographie française aux éditions Letouzey et Ané de 2008 à 2020. On lui doit des enquêtes historiques sur les béatifications et les canonisations, une biographie de référence sur Padre Pio, et une autre sur Roger Schutz. Il révèle en août 2006, dans sa lettre mensuelle d'information Aletheia, que ce dernier, pasteur protestant, se serait  converti en 1972 au catholicisme, sans que cela soit divulgué. L'information est reprise par les quotidiens Le Monde et Le Figaro,.

#### Parutions récentes
Il effectue trois voyages en Chine continentale et à Hong Kong, en 2018 et 2019, pour une enquête sur l'Église catholique en Chine. Il en tire trois récits de voyages : À la rencontre de l’Église de Chine, À Wenzhou, avec les catholiques chinois et La Longue marche des catholiques chinois,.
En décembre 2020, il publie aux Éditions du Cerf Françoisphobie qui « démonte les polémiques et les critiques contre le pontificat » du pape François,.
En février 2022, il dresse une Histoire des traditionalistes, « dont il est l’un des meilleurs connaisseurs en France », livre « appelé à devenir incontournable sur son sujet dans les années à venir », selon l'historien Étienne Fouilloux,,.
En novembre 2022 paraissent ses biographies de l'abbé Marie-Dominique Peyramale, curé de Lourdes au moment des apparitions, et de Giacomo de Balduina.

### Positionnement et collaborations
Il est « un catholique militant dans ce que l’on peut appeler la droite de l’Église », proche des traditionalistes.
Il est le fondateur en 1999 du Bulletin Charles Maurras (devenu Maurassiana en 2006) et des éditions BCM.
La même année, il publie Aletheia, une lettre mensuelle d'informations religieuses,.
Il a écrit dans Rivarol et collaboré à Présent jusqu'en juin 2014, date à laquelle il démissionne, en raison de son désaccord avec la nouvelle ligne éditoriale du journal,.
Il collabore régulièrement à L'Homme nouveau et à La Nef.

## Publications
- Gaston de Renty : une figure spirituelle du XVIIIe siècle, Éditions Résiac, Montsûrs, 1985, 93 p., [ISBN erroné selon le catalogue BN-Opale Plus].
- Maurice Barrès : le prince de la jeunesse. Première édition : Perrin, Paris, 1986, 405 p.-16 p. de planches illustrées,  (ISBN 2-262-00421-8).Réédition, sous le titre « La Vie de Barrès » (avec une préface de Jean Madiran), Éditions Godefroy de Bouillon, 2000, 405 p.,  (ISBN 2-84191-108-X).
- Barrès et la terre, Éditions Sang de la Terre, coll. « Les Écrivains de la terre », Paris, 1987, 156 p.,  (ISBN 2-86985-025-5).
- Edmund Burke et la Révolution française, Éditions Téqui, coll. « L'Auteur et son message » no 17, Paris, 1987, 189 p.,  (ISBN 2-85244-838-6).
- Padre Pio : le stigmatisé, Paris, Perrin, 1988  (ISBN 2-262-00617-2) (traduit en italien et en espagnol).
- La Vie de Maurras. Première édition : Perrin, Paris, 1991, 498 p.-8 p. de planches illustrées,  (ISBN 2-262-00648-2).Réédition : Godefroy de Bouillon, Paris, 1999, 498-12 p.-8 p. de planches illustrées,  (ISBN 2-84191-081-4).
- Paul VI : le pape écartelé. Première édition : Paris, Perrin, 1993, 366 p.,  (ISBN 978-2-2620-0952-6).Réédition, revue et augmentée : Via Romana, Versailles, 18 juin 2008, 325 p.,  (ISBN 978-2-916727-29-5).
- Journal de Saïgon et du Mékong, Éditions Résiac, Montsûrs, 1994, 45 p.-8 p. de planches illustrées,  (ISBN 2-85268-251-6).
- Pie IX, pape moderne, Éditions Clovis, Bitche, 1995, 524 p.,  (ISBN 2-903122-74-1). (traduit en italien, en espagnol et en anglais)
- Enquête sur les apparitions de la Vierge. Première édition : Perrin et Mame, Paris, 1995, 430 p.,  (ISBN 2-262-01024-2).Réédition au format de poche : Perrin, coll. « Tempus » no 189, Paris, 2007, 427 p.,  (ISBN 978-2-262-02733-9).
- Veilleur avant l'aube : le père Eugène de Villeurbanne, Éditions Clovis, Étampes, 1997, 510 p.,  (ISBN 2-903122-99-7).
- Enquête sur les canonisations, Paris, Perrin, 1998, 307 p.,  (ISBN 2-262-01119-2).
- Voyage vers Cyprien : voyage de Thaïlande, [éditeur et lieu de publication non connus], 1998, 32 p., [ISBN non connu].
- Dictionnaire des saints et bienheureux du XXe siècle, Éditions de Paris, Paris, 1999, 134 p.,  (ISBN 2-85162-017-7).
- Enquête sur les miracles de Lourdes, Paris, Perrin, 2000, 215 p.,  (ISBN 978-2-262-02794-0) (traduit en italien et en brésilien).
- Saint Pie X : réformateur de l'Église, Publications du Courrier de Rome, Versailles, 2000, 367 p.,  (ISBN 2-85480-591-7) (traduit en anglais)
- Pie IX et la franc-maçonnerie, Éditions BCM, Niherne, 2000, 22 p.,  (ISBN 2-9514768-0-9).
- Le Vatican et la question juive en 1941, [éditeur et lieu de publication non connus], 2000, 25 p., [ISBN non connu].
- La Véritable Histoire de Sainte Rita, Perrin, Paris, 2001, 242 p.,  (ISBN 2-262-01662-3).(traduit en espagnol et en italien).
- Nos enfants de Lituanie : Journal, Éditions Nivoit, Niherne, 2002, 89 p.,  (ISBN 2-9519148-1-4).
- Ma mère, Éditions Nivoit, Niherne, 2003, 18 p.,  (ISBN 2-9519148-2-2).
- Pie XI, Perrin, Paris, 2004, 414 p.,  (ISBN 2-262-01846-4).
- L'abbé Emmanuel Barbier (1851-1925) recueil commenté de notes de Maurice Brillaud, Clovis, Étampes, 2005.  (ISBN 2-35005-011-4).
- Diviniser l'humanité : anthologie sur la communion fréquente (textes choisis par Yves Chiron), La Nef, Feucherolles, 2005, 137 p.,  (ISBN 978-29515986-9-0).
- Maurras et la xénogreffe : un bobard scientifique, Éditions BCM, Niherne, 2006, 23 p.,  (ISBN 2-9514768-8-4).
- Katharina Tangari, Publications du Courrier de Rome, Versailles, 2006, 407 p.,  (ISBN 978-2-913643-13-0)
- Frère Roger : 1915-2005 : fondateur de Taizé, Perrin, Paris, 2008, 414 p.,  (ISBN 978-2-262-02623-3)(traduit en italien et en allemand).
- Pourquoi Pie XI a-t-il condamné l'Action française ? (en collaboration avec Emile Poulat), Éditions BCM, Niherne, 2009.
- Medjugorje démasqué, Via Romana, Versailles, 2010  (ISBN 978-2-916727-70-7) [présentation en ligne]
- Urbain V, le bienheureux, Via Romana, Versailles, 2010  (ISBN 978-2-916727-65-3) [présentation en ligne]
- Histoire des conciles, Perrin, Paris, 2011  (ISBN 978-2-262-03309-5)
- Le Père Fillère ou la passion de l'Unité, Éditions de L'Homme nouveau, Paris, 2011.
- Gaston de Renty, un laïc mystique dans le XVIIe siècle, Éditions du Carmel, Toulouse, 2012  (ISBN 978-2-84713-183-3)
- Histoire des conclaves, Perrin, Paris, 2013  (ISBN 978-2-262-02308-9)
- Benoît XV, le pape de la paix, Perrin, 2014  (ISBN 978-2262037024)
- Précurseur dans le combat pour la famille - Pierre Lemaire, Éditions Pierre Téqui, Paris, 2015, 304 p.,  (ISBN 978-2-7403-1904-8) [présentation en ligne][30]
- Annibale Bugnini, Desclée De Brouwer, 2016, 224 p. (ISBN 978-2220067391)
- Fatima, vérités et légendes, Artège, 2017, 224 p.  (ISBN 979-1-0336-0301-6)
- Jean XXIII. Un pape inattendu, Tallandier, 2016, 460 p.  (ISBN 978-2-90312-274-4).
- Pie IX face à la modernité, éditions Clovis, Bitche, 2016, 462 p.,  (ISBN 978-2-35005-129-1).
- Dom Gérard. Tourné vers le Seigneur, éditions Sainte-Madeleine, 2018, 688 p.  (ISBN 978-2-37288-007-7).
- L'Église dans la tourmente de 1968, Artège, 2018, 283 p.  (ISBN 979-1-03360-738-0).
- Padre Pio. Vérités, mystères, controverses, Tallandier, 2019, 288 p.  (ISBN 979-1021029576)
- La Longue Marche des catholiques de Chine, Artège, 2019, 336 p.  (ISBN 979-1033608202)
- Françoisphobie, Éditions du Cerf, 2020, 352 p.  (ISBN 978-2-2041-4156-7)
- Le père Lamy : un itinéraire mystique et missionnaire, Paris, Artège, 2021, 424 p  (ISBN 979-1033605720).
- Cent pensées du Père Lamy, Versailles, Via Romana, 2021, 32 p.  (ISBN 978-2-37271-199-9).
- Histoire des traditionalistes, Paris, Tallandier, 2022, 640 p.  (ISBN 979-1021039407).
- Marie-Dominique Peyramale. Le curé de Lourdes, Éditions du Cerf, 2022, 312 p.  (ISBN 978-2-204-14438-4)
- Giacomo de Balduina. L'humble confesseur pèlerin de Lourdes, Artège, 2022, 184 p.  (ISBN 979-1033613220)
- Les dix conclaves qui ont marqué l'histoire, Perrin, 2024
- Exorcistes. Vingt siècles de lutte contre le diable, Mame, 2024, 216 p. (ISBN 9782728933877, présentation en ligne)

En collaboration :
- La Contre-Révolution. Origines, Histoire, Postérité, sous la direction de Jean Tulard, Perrin, 1990, 527 p. (ISBN 978-2262006099)

- Hubert Jongen (prés. Yves Chiron), Entretiens avec Lucie de Fatima, Versailles, Via Romana, 2024  (ISBN 978-2-37271-262-0).